# Julestormfloden 1717
Julestormfloden 1717 (tysk Weihnachtsflut 1717, nordfrisisk Julflud 1717, engelsk Christmas Flood of 1717) er en af de største kendte stormfloder ved Nordsøkysten. Stormfloden kom mellem den 24. og 25. december 1717 langs de hollandske, tyske og danske kyster. Stormfloden medførte store oversvømmelser og  store ødelæggelser i landsbyerne langs med kysten. 
Årsagen til den voldsomme stormflod var en nordvestlig storm i forbindelse med tidevandet, hvilket gjorde at de fleste diger langs Hollands, Tysklands og Danmarks kyster brast og de lavtliggende kystbyer og landområder langs Nordsøen oversvømmedes. Sammenlagt regner man med at cirka 11.150 personer og cirka 100.000 dyr ved de hollandske, tyske og danske kyster druknede. Mellem Nordslesvig og Emden i Østfrisland regner man med at 9.000 personer og i Holland 2.500 personer mistede livet. Omtrent 8.000 huse ødelagdes. 
Stormfloden førte til fattigdom og en økonomisk tilbagegang langs hele Nordsøkysten. Et af de sværest ramte områder var Østfrisland og grevskabet Oldenburg. I for eksempel det frisiske  Butjadingen omkom omkring 30 % af befolkningen i stormfloden. I Østfrisland blev 900 huse bortskyllet og 1.800 delvist ødelagt, og mange diger blev ødelagt. 
Stormflodens følger forstærkedes af det kolde vejr med frost og snefald. Den 25. til 26. februar 1718, indtraf en ny stormflod inden digerne og andre beskyttelsesforanstaltninger var genopbygget.